# Borja Vivas
Borja Vivas Jiménez (Malaga, 26 maggio 1984) è un pesista spagnolo, medaglia d'oro ai Giochi del Mediterraneo di Mersin 2013.

## Palmarès
| Anno | Manifestazione          | Sede           | Evento         | Risultato | Misura  | Note |
| ---- | ----------------------- | -------------- | -------------- | --------- | ------- | ---- |
| 2003 | Europei juniores        | Tampere        | Getto del peso | 10º       | 17,86 m |      |
| 2005 | Giochi del Mediterraneo | Almería        | Getto del peso | 8º        | 17,58 m |      |
| 2005 | Europei under 23        | Erfurt         | Getto del peso | 8º        | 18,13 m |      |
| 2007 | Universiadi             | Bangkok        | Getto del peso | 9º        | 18,34 m |      |
| 2009 | Europei indoor          | Torino         | Getto del peso | 19º (q)   | 18,44 m |      |
| 2009 | Universiadi             | Belgrado       | Getto del peso | 7º        | 18,72 m |      |
| 2009 | Mondiali                | Berlino        | Getto del peso | 31º (q)   | 18,38 m |      |
| 2010 | Europei                 | Barcellona     | Getto del peso | 10º       | 19,12 m |      |
| 2011 | Europei indoor          | Parigi         | Getto del peso | 11º (q)   | 19,40 m |      |
| 2011 | Mondiali                | Taegu          | Getto del peso | 25º (q)   | 18,37 m |      |
| 2012 | Mondiali indoor         | Istanbul       | Getto del peso | 18º (q)   | 18,94 m |      |
| 2012 | Europei                 | Helsinki       | Getto del peso | 7º        | 19,81 m |      |
| 2012 | Olimpiadi               | Londra         | Getto del peso | 30º (q)   | 18,88 m |      |
| 2013 | Europei indoor          | Göteborg       | Getto del peso | 17º (q)   | 19,30 m |      |
| 2013 | Giochi del Mediterraneo | Mersin         | Getto del peso | Oro       | 19,99 m |      |
| 2013 | Mondiali                | Mosca          | Getto del peso | 23º (q)   | 18,97 m |      |
| 2014 | Mondiali indoor         | Sopot          | Getto del peso | 9º (q)    | 20,19 m |      |
| 2014 | Europei                 | Zurigo         | Getto del peso | Argento   | 20,86 m |      |
| 2015 | Europei indoor          | Praga          | Getto del peso | 4º        | 20,59 m |      |
| 2015 | Mondiali                | Pechino        | Getto del peso | 24º (q)   | 19,28 m |      |
| 2016 | Mondiali indoor         | Portland       | Getto del peso | 11º       | 19,85 m |      |
| 2016 | Europei                 | Amsterdam      | Getto del peso | 8º        | 20,16 m |      |
| 2016 | Olimpiadi               | Rio de Janeiro | Getto del peso | 14º (q)   | 20,25 m |      |
| 2017 | Europei indoor          | Belgrado       | Getto del peso | 9º (q)    | 19,97 m |      |
| 2018 | Giochi del Mediterraneo | Tarragona      | Getto del peso | 13º (q)   | 17,98 m |      |

## Campionati nazionali
- 6 titoli nazionali nel getto del peso (2010/2015)
- 7 titoli nazionali indoor nel getto del peso (2009/2015)

## Altre competizioni internazionali
2013
- Oro in Coppa Europa invernale di lanci ( Castellón de la Plana), getto del peso - 20,00 m
- 9º al Golden Gala Pietro Mennea ( Roma), getto del peso - 19,70 m
- Bronzo al Meeting Grand Prix IAAF de Dakar ( Dakar), getto del peso - 20,03 m
- 4º agli Europei a squadre ( Gateshead), getto del peso - 19,53 m
- 6º al Meeting de Atletismo Madrid ( Madrid), getto del peso - 19,44 m

2014
- 5º in Coppa Europa invernale di lanci ( Leiria), getto del peso - 20,04 m
- 4º agli Europei a squadre ( Braunschweig), getto del peso - 20,00 m
- Bronzo al Meeting de Atletismo Madrid ( Madrid), getto del peso - 20,11 m
- 8º al DN Galan ( Stoccolma), getto del peso - 20,02 m
- 11º al Weltklasse Zürich ( Zurigo), getto del peso - 19,26 m

2015
- Oro in Coppa Europa invernale di lanci ( Leiria), getto del peso - 20,15 m
- 7º al Doha Diamond League ( Doha), getto del peso - 19,91 m
- 9º al Golden Gala Pietro Mennea ( Roma), getto del peso - 19,72 m
- 6º agli Europei a squadre ( Čeboksary), getto del peso - 19,26 m
- 5º al Meeting de Atletismo Madrid ( Madrid), getto del peso - 19,95 m

2017
- 5º in Coppa Europa invernale di lanci ( Las Palmas), getto del peso - 20,22 m